# Kwiryn z Neuss
Kwiryn z Neuss (zm. 115–130 w Rzymie) – rzymski trybun wojskowy, męczennik wczesnochrześcijański, ojciec św. Balbiny, święty Kościoła katolickiego.
O Kwirynie „nic pewnego nie wiemy”, niemniej przypuszcza się, że Kwiryn był faktycznie rzymskim męczennikiem, bliżej nieznanym, do którego imienia później (VI–VII wiek) dorobiono legendę. Miałby zostać ochrzczony razem z córką przez papieża Aleksandra (105/109–116). Za wyznawanie wiary chrześcijańskiej w czasach panowania Hadriana (117–138) został skazany na śmierć. Oboje zostali pochowani w katakumbach św. Pretekstata przy Via Appia.
W 1050 roku relikwie św. Kwiryna trafiły do klasztoru w Neuss, podarowane przez papieża Leona IX swej siostrze Gepie, ówczesnej ksieni klasztoru. Tym samym kult świętego rozpowszechnił się w krajach niemieckich i sąsiednich.
Wzywano go przeciw paraliżowi, chorobom nóg i uszu.
Kościoły pod wezwaniem świętego znajdują się w Pierbach (Austria), Neuville-en-Ferrain (Francja), Luksemburgu i wielu miastach Niemiec.
W Polsce kościół pod wezwaniem św. Kwiryna znajduje się w Łapszach Niżnych.
Jego wspomnienie liturgiczne obchodzone jest 30 marca.